# Gruppo di NGC 1316
Il Gruppo di NGC 1316 comprende almeno venti galassie situate nella costellazione della Fornace e dell'Eridano.
La distanza media tra il centro di massa di questo gruppo e la nostra Via Lattea è di circa 82 milioni di anni luce (25,1 Mpc).

## Membri
Le galassie componenti il gruppo, nell'ordine indicato nell'articolo di Garcia del 1993, sono elencate nella tabella sottostante.
| Nome                  | Costellazione | Classificazione | Tipo                           | RA (J2000.0)  | DEC (J2000.0) | Velocità radiale (km/s) | Magnitudine apparente | Distanza (Mpc) | Dimensioni (kal) |
| --------------------- | ------------- | --------------- | ------------------------------ | ------------- | ------------- | ----------------------- | --------------------- | -------------- | ---------------- |
| NGC 1310              | Fornace       | SA(s)c?         | Spirale                        | 03h 21m 03.4s | -37° 06′ 06″  | 1805 ± 10               | 12,1                  | 25,0 ± 1,8     | 60               |
| NGC 1316              | Fornace       | (R')SAB(s)0^0   | Lenticolare                    | 03h 22m 41.7s | -37° 12′ 30″  | 1802 ± 3                | 8,5                   | 25,0 ± 1,8     | 333              |
| NGC 1317              | Fornace       | SAB(r)a         | Spirale intermedia             | 03h 22m 44.3s | -37° 06′ 13″  | 1941 ± 14               | 11,0                  | 27,0 ± 1,9     | 118              |
| NGC 1341              | Fornace       | SAB(s)ab        | Spirale intermedia             | 03h 27m 28.4s | -37° 09′ 00″  | 1876 ± 3                | 11,8                  | 26,2 ± 1,8     | 52               |
| NGC 1350              | Fornace       | (R')SB(r)ab     | Spirale barrata                | 03h 31m 08.1s | -33° 37′ 43″  | 1905 ± 3                | 10,3                  | 26,5 ± 1,9     | 144              |
| NGC 1365              | Fornace       | SB(s)b          | Spirale barrata                | 03h 33m 36.4s | -36° 08′ 25″  | 1636 ± 1                | 9,6                   | 22,7± 1,6      | 220              |
| NGC 1380              | Fornace       | SA0             | Lenticolare                    | 03h 36m 27.6s | -34° 58′ 34″  | 1877 ± 12               | 9,9                   | 26,3 ± 1,9     | 139              |
| NGC 1381              | Fornace       | SA0?            | Lenticolare                    | 03h 36m 31.7s | -35° 17′ 43″  | 1724 ± 9                | 11,5                  | 24,0 ± 1,7     | 74               |
| NGC 1382              | Fornace       | SAB(s)0-?       | Lenticolare                    | 03h 37m 08.9s | -35° 11′ 42″  | 1740 ± 17               | 12,9                  | 24,3 ± 1,7     | 40               |
| NGC 1404              | Eridano       | E1              | Ellittica                      | 03h 38m 51.9s | -35° 35′ 40″  | 1947 ± 4                | 10,0                  | 27,4 ± 1,9     | 237              |
| IC 335                | Fornace       | S0              | Lenticolare                    | 03h 35m 31.0s | -34° 26′ 49″  | 1619 ± 6                | 12,1                  | 22,4 ± 1,6     | 73               |
| NGC 1326A (PGC 12783) | Fornace       | SB(s)m          | Spirale barrata magellanica    | 03h 25m 08.5s | -36° 21′ 50″  | 1831 ± 1                | 13,2                  | 25,4 ± 1,8     | 49               |
| NGC 1427A (PGC 13500) | Eridano       | IB(s)m          | Irregolare barrata magellanica | 03h 40m 09.3s | -35° 37′ 28″  | 2028 ± 1                | 12,4                  | 28,6 ± 2,0     | 76               |
| NGC 1316C (PGC 12769) | Fornace       | (R')SA0^0^?     | Lenticolare                    | 03h 24m 58.4s | -37° 00′ 34″  | 1800 ± 5                | 13,4                  | 25,0 ± 1,8     | 33               |
| ESO 357-12            | Fornace       | SB(s)d          | Spirale barrata                | 03h 16m 52.8s | -35° 32′ 26″  | 1567 ± 1                | 12,41                 | 21,4 ± 1,5     | 83               |
| ESO 357-25            | Fornace       | SAB0^0^?        | Lenticolare                    | 03h 23m 37.2s | -35° 46′ 42″  | 1823 ± 29               | 13,51                 | 25,3 ± 1,8     | 37               |
| ESO 358-51            | Fornace       | S0/a?           | Lenticolare                    | 03h 41m 32.6s | -34° 53′ 18″  | 1724 ± 6                | 12,06                 | 24,1 ± 1,7     | 26               |
| ESO 358-63            | Fornace       | I0?             | Irregolare                     | 03h 46m 19.0s | -34° 56′ 37″  | 1929 ± 2                | 10,15                 | 27,2 ± 1,9     | 135              |
| MCG -6-8-24           | Fornace       | SA0-?           | Lenticolare                    | 03h 31m 08.2s | -36° 17′ 25″  | 1813 ± 15               | 14,57                 | 25,3 ± 1,8     | 19               |
| MCG -6-9-8            | Fornace       | SA0-?           | Lenticolare                    | 03h 36m 54.3s | -35° 22′ 29″  | 1693 ± 3                | 14,63                 | 23,6 ± 1,7     | 21               |

Il sito DeepskyLog permette di trovare agevolmente le costellazioni in cui sono situate le galassie; in alternativa si possono utilizzare le coordinate delle galassie per individuarle. Se non altrimenti indicato, le coordinate sono quelle fornite dal sito NASA/IPAC (National Aeronautics and Space Administration / Infrared Processing and Analysis Center).